# Folket mod Larry Flynt
Folket mod Larry Flynt (eng: The People vs. Larry Flynt) er en amerikansk biografisk film fra 1996 instrueret af Miloš Forman. Filmen har Woody Harrelson i titelrollen som den kontroversielle porno- og bladkonge Larry Flynt og Courtney Love som hans hustru Althea Flynt.

## Medvirkende
- Woody Harrelson
- Courtney Love
- Edward Norton
- Richard Dudley
- Richard Paul
- Vincent Schiavelli
- James Cromwell

## Priser og nomineringer
Filmen vandt to Golden Globe Awards, en for bedste manuskript til Scott Alexander og Larry Karaszewski, og en for bedste instruktør til Miloš Forman, der også vandt Guldbjørnen i Berlin. Desuden var Folket mod Larry Flynt nomineret til en Oscar for bedste instruktør og en Oscar for bedste mandlige hovedrolle (Woody Harrelson).

## Trivia
- Larry Flynt medvirkede selv i filmen i en mindre rolle som den dommer der tildeler figuren Larry Flynt (Woody Harrelson) en længere fængselsdom)

## Ekstern henvisning
- Folket mod Larry Flynt på Internet Movie Database (engelsk)
- Folket mod Larry Flynt på Filmdatabasen
- Folket mod Larry Flynt på Scope
- Folket mod Larry Flynt i Svensk Filmdatabas (svensk)
- Folket mod Larry Flynt på AlloCiné (fransk)
- Folket mod Larry Flynt på MovieMeter (nederlandsk)
- Folket mod Larry Flynt på AllMovie (engelsk)
- Folket mod Larry Flynt hos American Film Institute (engelsk)
- Folket mod Larry Flynts profil hos Encyclopædia Britannica Online (engelsk)
- Folket mod Larry Flynt på Turner Classic Movies (engelsk)